# 1565

## Esdeveniments
Països Catalans
Resta del món
- 26 de gener: Batalla de Talikot: Bidar, Ahmadnagar, Golconda i Bijapur, quatre estats musulmans es van col·ligar contra el regne hindú de Vijayanagar i el van derrotar[1]
- Resistència aferrissada de Malta davant les tropes de Solimà I el Magnífic
- Primer assentament espanyol a les Filipines (ciutat de Cebu)
- 29 de juliol, casament de Maria Stuart amb Henry Stuart

## Naixements
Països Catalans
- 2 de juny, Solsona: Francesc Ribalta, pintor català influït pel tenebrisme (m. 1628).[2]

Resta del món
- 10 de setembre, Caltagirone (Regne de Sicília): Nicolò Longobardo, jesuïta italià missioner a la Xina (m. 1655).[3]
- 6 d'octubre, París (França): Marie de Gournay, escriptora, editora protofeminista i alquimista (m. 1645).[4]

## Necrològiques
Països Catalans
- Barcelona: Bartomeu Camps, bandoler (executat)

Resta del món
- Papa Pius IV
- 17 de juny, Japó: Ashikaga Yoshiteru, 29è shogun